# Phyllachora jacarandae
Phyllachora jacarandae är en svampart som beskrevs av Bat. 1949. Phyllachora jacarandae ingår i släktet Phyllachora och familjen Phyllachoraceae.   Inga underarter finns listade i Catalogue of Life.